# Ghana i olympiska sommarspelen 1960
Ghana deltog med 13 deltagare vid de olympiska sommarspelen 1960 i Rom. Totalt vann de en silvermedalj.

## Medalj

### Silver
- Clement Quartey - Boxning, lätt weltervikt.